# ГАМКA-рецептор

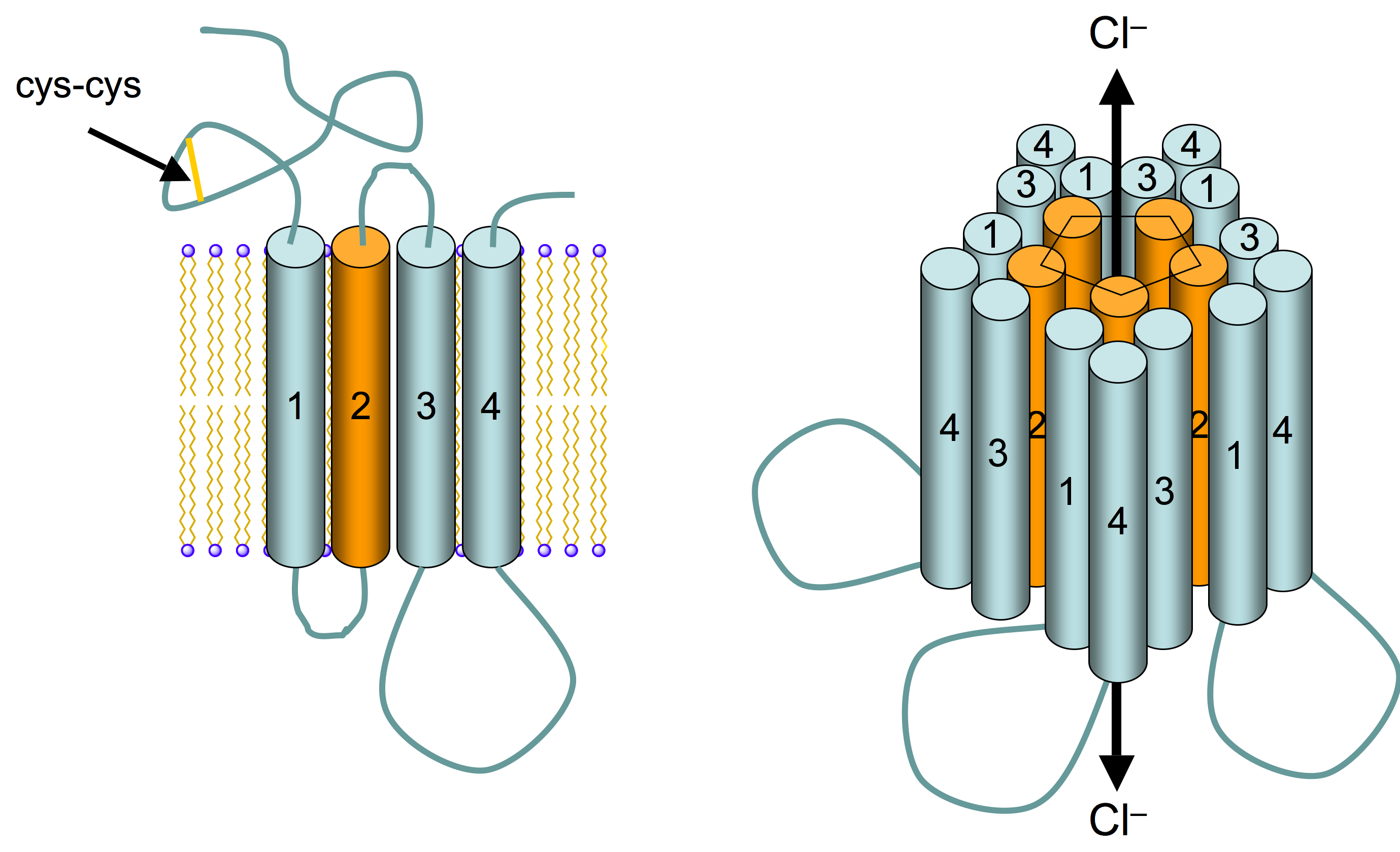
Структура субодиниці ГАМК_{A}-рецептора.
Ліворуч — топологія субодиниці. Великий зовнішньоклітинний N-кінцевий домен несе характерний цистеїновий місток (Cys-Cys), що присутній у всіх іонних каналах надродини, та місця зв'язування агоністів та модуляторів. Трансмембранні домени показані у вигляді циліндрів (1-4) з доменом ТМ2, що вистилає іонний канал (помаранчевий). Найбільша внутрішньоклітинна петля (між доменами ТМ3 та ТМ4) несе місця зв'язування численних внутрішньоклітинних модуляторів та сайти, що беруть участь в стабілізації та фіксації рецептора в клітинній мембрані. У відсотках показані відносні пропорції молекули субодиниці рецептора, що знаходяться по різні боки плазматичної мембрани та всередині неї.
Праворуч — четвертинна структура рецептора. Пентамерний комплекс субодиниць формує нативний ГАМК_{A}-рецептор, при цьому домени ТМ2 кожної субодиниці розташовані так, що формують іонний канал, яким проходять аніони Cl^{-} та НСО_{3}^{-} після активації рецептора агоністом (ГАМК).

ГАМКA-рецептор — група клітинних рецепторів, ліганд-залежних хлорних іонних каналів, відчинення пори яких керуються молекулами гамма-аміномасляної кислоти, основного гальмівного нейромедіатора в мозку ссавців, зокрема людини. Це один з 3 підтипів ГАМК-рецепторів та одна з груп надродини рецепторів з цистеїновою петлею. Кожен ГАМКA-рецептор утворюється п'ятьма білковими субодиницями, які кодуються окремими генами. Ці рецептори розташовані переважно в синапсах між нейронами головного мозку. Відкриття іонного каналу ГАМКA-рецептора призводить до входу іонів хлору до зрілого нейрона, зниження значення його мембранного потенціалу (гіперполяризації) та гальмування електричної активності. Мутації в генах, що кодують субодиниці ГАМКA-рецепторів призводять до низки захворювань, зокрема деяких видів епілепсії. Ці рецептори є мішенями деяких фармацевтичних препаратів, як наприклад барбітурати та бензодіазепіни.

## Структура
Іонотропні ГАМКA-рецептори вперше були виділені з мозку бика в 1987 році, і їхня структура була тоді визначена як така, що складається з двох субодиниць. Але пізніше завдяки методикам молекулярного клонування було виділено велику кількість різних субодиниць, що можуть входити до складу цього рецептора. Перелік субодиниць включає сім різних родин, багато з яких налічують більш ніж один ген. Це родини α (6 ізоформ), β (три ізоформи), γ (три ізоформи), а також δ, ε, π та θ (одна ізоформа в кожній). Гомологія (збіжність) в послідовностях амінокислот між ізоформами однієї родини досягає щонайменше 70 %, в той час як між представниками різних родин — менше ніж 40 %; докладніше про властивості рецепторів, що утворюються різними комбінаціями субодиниць, див. у таблиці 1.
Кожний функціональний ГАМКA-рецептор являє собою гетеропентамер, де всі п'ять субодиниць мають однакову третинну структуру. Ця структура полягає в наявності великого N-кінцевого домену, характерною ознакою котрого для цього типу рецепторів є дисульфідний місток між двома залишками цистеїну (так звана «cys-cys-петля») — риса, притаманна всім іонно-канальним рецепторам. Також на N-кінцевому домені знаходяться численні місця зв'язування різноманітних лігандів та ділянка, що активує рецептор при зв'язуванні з ним молекул ГАМК.
За N-кінцевим доменом ідуть чотири трансмембранних домени (ТМ1-4), серед яких ТМ2 створює внутрішню вистілку пори іонного каналу. Між доменами ТМ3 та ТМ4 знаходиться велика внутрішньоклітинна ділянка, що містить сайти, які фосфорилюються за допомогою протеїнкіназ, а також місця приєднання численних якірних та регуляторних білків. За доменом ТМ4 розташований дуже короткий С-кінцевий домен. Загалом, кількість амінокислотних залишків, котрі складають третинну структуру однієї субодиниці, дорівнює приблизно 400(англ.).
Велика кількість типів субодиниць ГАМКA-рецептора (загалом 16) призводить до великої кількості структурно відмінних ГАМКA-рецепторів, що можуть бути теоретично ними сформовані. Але практично in vivo рівень різноманіття функціональних ГАМКA-рецепторів є набагато меншим. Завдяки комплексним молекулярно-біологічним дослідженням було встановлено, які саме комбінації субодиниць можуть формувати функціональні ГАМКA-рецептори — див. Таблицю 1. При цьому треба завважити, що не всі штучно синтезовані нормальні функціональні форми рецепторів, наведені в таблиці, на початок 2000-х років знайдені в мозку.

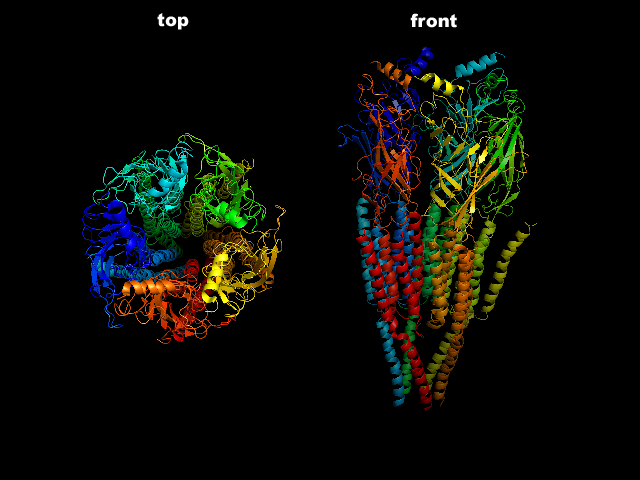
Тримірна структура рецептора.
Top — вигляд згори (паралельно до мембрани),
Front — вигляд збоку (перпендикулярно до мембрани)

Таблиця 1. Форми ГАМКA-рецепторів, знайдені в нервовій системі
| Комбінація субодиниць | Розповсюдження та властивості |
| --------------------- | --- |
| α1βγ2                 | Найзвичайніша ізоформа, ~40% від усіх ГАМКA-рецепторів; широко розповсюджена в хімічних синапсах нервової системи |
| α2βγ2                 | Досить звичайна, також широко розповсюджена |
| α3βγ2                 | Не така звичайна як дві попередні, широко розповсюджена |
| α4βγ2/δ               | Відносно рідкісна, знайдена в гіпокампі та таламусі. Можливо, є позасинаптичним рецептором |
| α5βγ2                 | Відносно рідкісна, знайдена в гіпокампі |
| α6βγ2/δ               | Знайдена лише в гранулярному шарі мозочка та в нервових клітинах равлику вуха. Можливо, є позасинаптичним рецептором |
| α1α2-6βγ2             | Рецептори, що містять дві різні форми α-субодиниці, імовірно, є дуже рідкісними, якщо взагалі така комбінація здатна формувати функціональний рецептор. Про їхнє існування можна стверджувати, ґрунтуючись на результатах імунних реакцій з використанням селективних сироваток |
| α2α3-6βγ2             | Відносно рідкісна, якщо взагалі здатна формувати функціональні рецептори. |
| α3α4-6βγ2             | Відносно рідкісна, якщо взагалі здатна формувати функціональні рецептори. |

Дослідження за допомогою кріоелектронної мікроскопії, проведені наприкінці 2010-х років, дозволили отримати зображення субодиниць рецептору в дуже високій роздільній здатності. Також було уточнено місця приєднання різноманітних лігандів рецептору.
У комах, зокрема дрозофіли, виявлено 3 гени, що кодують різні ізоформи ГАМКA-рецепторів:
- Rdl (англ. resistance to dieldrin)
- Grd (англ. GABA  and  glycine-like  receptor  of  Drosophila)
- Lcch3  (англ. ligand-gated  chloride  channel  homologue3)

## Функціональні властивості
Дослідження рекомбінантних ГАМКA-рецепторів показали, що функціональні властивості ГАМКA-рецепторів багато в чому визначаються складом субодиниць рецептора. Загалом, наступні закономірності можуть вважатись доведеними:
- Відсутність β-субодиниці в складі рецептора помітно зменшує, або навіть повністю блокує, чутливість до ГАМК;
- Створення комбінацій α-β збільшує чутливість до ГАМК, але отримані таким чином канали мають відносно низьку провідність (12-18 pS). Також ці рецептори нечутливі до бенздіазепінів, і можуть бути інгібійованими за допомогою низьких концентрацій Zn2+ (~100-200 нМ);
- Залучення γ-субодиниці, що призводить до формування комбінацій α-β-γ, незначно знижує чутливість до ГАМК порівняно з α-β — рецепторами; також таким рецепторам притаманна алостерична модуляція бенздіазепінами, і помітно менша чутливість до іонів Zn2+ (~200-500 μМ). Провідність іонного каналу у рецепторів з таким складом субодиниць приблизно на 30 % вища (28-31 pS), аніж у форм α-β. Наявність субодиниці γ2, окрім того, стимулює формування кластерів (тісних груп) рецепторів на постсинаптичній мембрані хімічних синапсів.

ГАМКА-рецептори комах відрізняються за фармакологічними властивостями від рецепторів ссавців. Вони часто є мішенями для інсектицидів.
| Природний агоніст              | ГАМК                                           |
| Селективний агоніст            | Ізогувацин                                     |
| Антагоніст                     | Пікротоксин                                    |
| Селективний антагоніст         | Бікукуллін                                     |
| Модулятори: бенздіазепіни      | Потенціювання                                  |
| Барбітурати                    | Потенціювання                                  |
| Іони Zn2+ (IC50)               | Інгібіювання (αβ — 100-500nM; αβγ — 100-500mM) |
| Нейростероїди                  | Потенціювання/інгібіювання                     |
| Ефективність ГАМК (ЕС50)       | 2-30μM                                         |
| Іони, що проходять через канал | Cl- та НСО3-                                   |
| Активація рецептора            | Швидка (мілісекунди)                           |
| Десенситизація                 | Швидка та глибока                              |
| Провідність каналу             | 25-32pS                                        |

## Місце зв'язування ГАМК

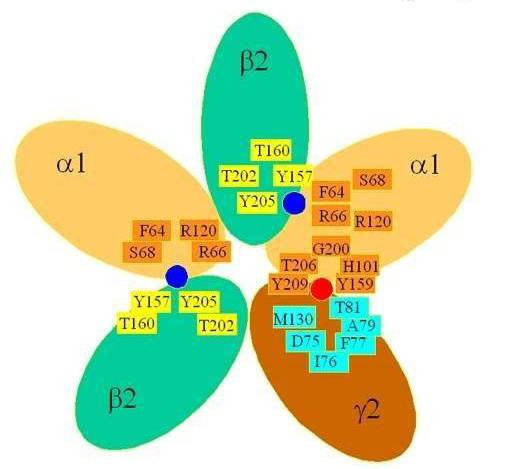
Місця зв'язування ГАМК та бенздіазепінів на ГАМКА-рецепторі. Пентамерна структура протеїну демонструє розташування α, β та γ-субодиниць в більшості ГАМК_{A}-рецепторів. Ділянки зв'язування агоністів (сині) формуються на контактній поверхні між субодиницями різних родин, включаючи в себе кілька амінокислотних залишків як з α, так і з β субодиниць. Аналогічно сформована єдина ділянка, де зв'язуються бенздіазепіни (червоний) між α та β субодиницями. Показані амінокислотні залишки, котрі долучені до формування вказаних ділянок зв'язування.

На початок 2000-х вважалося, що до складу ділянки зв'язування ГАМК на ГАМКA-рецепторі входять амінокислотні залишки як з α-, так і з β-субодиниці. При цьому в складі β-субодиниці для формування ділянки зв'язування ГАМК критичними є два домени, що містять амінокислоти YGYT (однолітерний код, див статтю «амінокислота») — залишки 157—160 субодиниці β2 (тут і далі літера позначає однолітерний код амінокислоти, цифра — номер залишку в ланцюгу білкової молекули, починаючи від N-кінця); і, також, YGSY — залишки 202—205. Втім, згідно з деякими теоріями[якими?], останній домен може бути асоційованим з механізмом конформаційної передачі в процесі відкриття іонного каналу, а не власне з ділянкою зв'язування ГАМК. Перераховані вище залишки взаємодіють із залишками F64, R66, S68, R120 субодиниці α1 — таким чином, ділянка зв'язування ГАМК сформована на поверхні контакту α- та α-субодиниць.

## Алостерична модуляція: бенздіазепінова ділянка
Дослідження рекомбінантних рецепторів показали, що одночасна наявність α- та γ-субодниць є необхідною для можливості алостеричного регулювання ГАМКA-рецептора за допомогою бенздіазепінів. При цьому були ідентифіковані декілька критично важливих амінокислотних залишків — Н101 в α1-субодиниці та F77 в γ2-субодиниці — які впливають на активність зв'язування.
Окрім того, важливу роль відіграє залишок Т142 в субодиниці γ2, котрий впливає на ефективність бенздіазепінів. Цікаво, що залишок F77 в субодиниці γ2 є гомологічним до F64 в субодиниці α1, що завдає активного впливу на ефект ГАМК. Таким чином, сайт зв'язування бенздіазепінів, локалізований на поверхні між субодиницями α та γ, може бути таким, що еволюційно виник із ділянки зв'язування агоністу (тобто ГАМК).
Набір субодиниць, що формує нативний рецептор, особливо що стосується різних ізоформ γ та α субодиниць, може завдавати вплив і на фармакологію бенздіазепінів. Ліганди бенздіазепінового ряду можуть діяти як часткові або повні агоністи, потенціюючи дію ГАМК; як антагоністи, котрі не мають жодного впливу на дію ГАМК, але запобігають дії агоністів-бенздіазепінів; та як часткові або повні зворотні агоністи, котрі інгібіюють активацію рецептора задопомогою ГАМК, діючи на бенздіазепінову ділянку. Ефекти зворотніх агоністів можуть бути інгібійовані антагоністами бенздіазепінового ряду. Рецептори, що містять α1- та βіγ2 субодиниці (де і=1-3), мають високу спорідненість до бенздіазепінів, діазепаму, CL218872, та золпідему (часто називаються рецепторами або лігандами першого типу). CL218872 та золпідем мають набагато нижчу спорідненість до рецепторів, що містять α2-α3 та α5βіγ2 субодиниці (рецептори другого типу). Наступна група рецепторів, α4- та α6βіγ2 — рецептори, є діазепам-нечутливою, але здатною зв'язувати частковий зворотний агоніст, Ro-15-4513. У субодиницях α4 та α6 відсутній критично важливий для α1 амінокислотний залишок Н101, котрий замінений на агрінін. Такі діазепам-нечутливі рецептори називаються рецепторами третього типу.

## β-субодиниці та іонний канал
β-субодиниці рецептора спочатку вважались фармакологічно пасивними; тим не менше, нещодавні дослідження[які?] показали, що їхня наявність у складі нативного рецептора є критично необхідною умовою для його функціонування, а різні конформації β-субодиниць можуть впливати на ефект лігандів, які з цими субодиницями безпосередньо не зв'язуються (наприклад, на ефекти лореклезола). В усіх відомих на теперішній час випадках впливу на ефекти лігандів ГАМКA-рецептора з боку його β-субодиниць різниця в рецепторній відповіді зумовлена мутаціями (тобто замінами) одного і того ж амінокислотного залишку — на позиції 290 в сегменті ТМ2. У випадку β1-субодиниці це місце займає серин, і ефект лореклезолу при цьому не змінюється або інгібіюється; у випадку β2-субодиниці на цьому місці знаходиться аспарагін, що помітно потенціює (збільшує) ефект лореклезолу і ряду інших сполук.
Інший залишок, що сильно впливає на чутливість αβ-вмісних ГАМКA-рецепторів — це Н267, що знаходиться на зовнішній частині домену ТМ2. Цей залишок гістидину формує частину ділянки зв'язування Zn2+, роблячи рецептор чутливим до інгібіювання іонами цинку в концентрації близько 100 нМ. Локалізація цього амінокислотного залишку всередині хлорного каналу рецептру і той факт, що двовалентний катіон цинку може проникати в канал, пристосований для проходження одновалентних аніонів, незалежно від того, активований рецептор чи ні, є ознаками локалізації іон-селективної частини рецепторної молекули та механізму відкриття каналу на протилежному кінці рецептора.

## Медичне значення
Мутації в генах субодиниць ГАМКА-рецепторів, а також інші порушення роботи цих білків призводять до низки захворювань, зокрема епілепсії, тривожних розладів, алкоголізму.
У клінічній практиці використовуються активатори цих рецепторів. Серед активаторів популярні транквілізатори, що належать до групи бензодіазепінів (алпразолам, гідазепам, діазепам, лоразепам, хлордіазепоксид тощо) та барбітуратів (фенобарбітал, тіопентал натрію тощо). Також активаторами рецепторів є пропофол, мусцимол тощо. Їх приймають як заспокійливі засоби, для розслаблення м'язів тощо. Інгібітори ГАМКА-рецепторів як бікукулін, габазін та інші практично не мають клінічного застосування, оскільки є потужними конвульсантами.